# Gooderstone
Gooderstone är en ort och civil parish i Storbritannien.   Den ligger i grevskapet Norfolk och riksdelen England, i den sydöstra delen av landet, 130 km norr om huvudstaden London. Gooderstone ligger 17 meter över havet och antalet invånare är 360.
Terrängen runt Gooderstone är platt. Runt Gooderstone är det ganska tätbefolkat, med 96 invånare per kvadratkilometer. Närmaste större samhälle är Brandon, 15,7 km söder om Gooderstone. Trakten runt Gooderstone består till största delen av jordbruksmark.